# Gweltaz ar Fur
Gweltaz ar Fur (Hennebont, 1950) és un músic i activista cultural bretó. Va emigrar el 1963 amb la seva família a Metz, on se li va despertar la consciència bretona. Es va establir a Quimper, on va aprendre bretó i milità a Skol an Emsav, alhora que treballava amb Glenmor i Alan Stivell, i va fer gires a Alemanya, Irlanda i Quebec. Fou un dels fundadors i primer president de Diwan de 1977 a 1980, i el 1978 va escriure Frankiz ar Vretoned, dedicada als presos bretons del FLB.
El 1980 va fundar la llibreria Ar Bed Keltiek a Quimper i posteriorment ha estat tresorer del Teatre de Cornualla i membre del Centre Regional del Libre de Bretanya. Va encoratjar Dan Ar Braz a participar en el Festival d'Eurovisió de 1996 amb la cançó en bretó Diwanit bugale, originàriament escrita per ell com a himne de les Diwan. El 2007 va rebre l'Orde de l'Hermini i a les eleccions municipals franceses de 2008 fou candidat d'esquerra ecològica a Quimper.

## Discografia
- Chants celtiques (1973)
- Bonedoù Ruz (1975)